# Гаћани
Гаћани су насељено мјесто у граду Приједор, Република Српска, БиХ. Према попису становништва из 1991. у насељу је живјело 391 становника.

## Становништво
| Демографија | Демографија | Демографија |
| Година      | Становника  | Становника  |
| ----------- | ----------- | ----------- |
| 1961.       | 497         |             |
| 1971.       | 482         |             |
| 1981.       | 388         |             |
| 1991.       | 391         |             |